# Грейсон (округ, Вірджинія)
Шаблон:StateAbbr_ 36°39′ пн. ш. 81°14′ зх. д. / 36.65° пн. ш. 81.23° зх. д.
Округ Ґрейсон (англ. Grayson County) — округ (графство) у штаті Вірджинія, США. Ідентифікатор округу 51077.

## Історія
Округ утворений 1793 року.

## Демографія
За даними перепису 2000 року загальне населення округу становило 17917 осіб, зокрема міського населення було 97, а сільського — 17820. Серед мешканців округу чоловіків було 9289, а жінок — 8628. В окрузі було 7259 домогосподарств, 5087 родин, які мешкали в 9123 будинках. Середній розмір родини становив 2,77.
Віковий розподіл населення поданий у таблиці:
| Стать    | До 15 років | 15-21 | 22-29 | 30-39 | 40-49 | 50-65 | 65-85 | Понад 85 |
| -------- | ----------- | ----- | ----- | ----- | ----- | ----- | ----- | -------- |
| Чоловіки | 1438        | 722   | 1217  | 1520  | 1455  | 1670  | 1171  | 96       |
| Жінки    | 1458        | 570   | 723   | 1149  | 1280  | 1680  | 1534  | 234      |

## Суміжні округи
- Віт — північний схід
- Гейлакс (незалежне місто) — схід
- Керролл — схід
- Саррі, Північна Кароліна — південний схід
- Еш, Північна Кароліна — південь
- Аллегені, Північна Кароліна — південь
- Джонсон, Теннессі — південний захід
- Вашингтон — захід
- Сміт — північний захід